# Alai Selatan
Alai Selatan is een bestuurslaag in het regentschap Muara Enim van de provincie Zuid-Sumatra, Indonesië. Alai Selatan telt 1471 inwoners (volkstelling 2010).